# 蒂格雷斯港

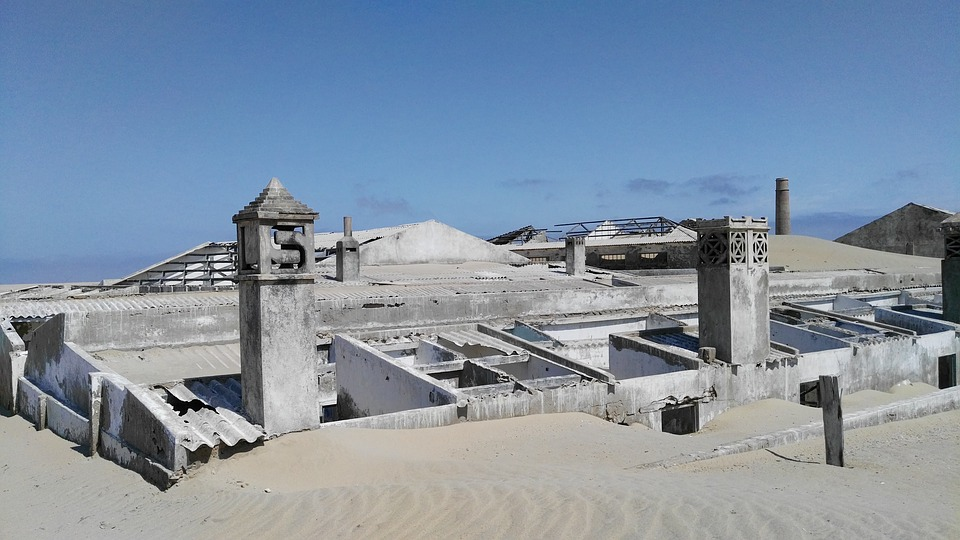
蒂格雷斯港的廢墟

蒂格雷斯港是西非國家安哥拉的沙洲，由納米貝省負責管轄，毗鄰與納米比亞接壤的邊境，面積98平方公里，是該國最大的島嶼，島上有25種鳥類棲息。